# Forstertyna
Forstertyna is een geslacht van spinnen uit de familie Nicodamidae.

## Soorten
- Forstertyna marplesi (Forster, 1970)